# Five Nights at Freddy's
Five Nights at Freddy's (traduït al català com Cinc Nits a Freddy's, i sovint abreujat com FNaF) és una franquícia de mitjans basada en una sèrie de videojocs independents del gènere de terror, creada, dissenyada, desenvolupada i publicada per Scott Cawthon per Microsoft Windows, iOS, Android i Windows Phone. La sèrie transcorre a un restaurant fictici anomenat Freddy Fazbear's Pizza, basat en restaurants com Chuck E. Cheese's i ShowBiz Pizza Place. Els primers tres jocs involucren al jugador, que treballa com un guàrdia de seguretat nocturn, ha d'utilitzar diverses eines (sobretot revisar càmeres de seguretat) per sobreviure contra els animals animatrònics del restaurant, que cobren vida i es tornen homicides durant la nit. El quart joc, que utilitza diferents mecàniques de joc que els seus predecessors, té lloc a un laboratori on un nen a de defensar-se contra terrorífiques versions dels animatrònics, tancant portes i fugint a peu. El cinquè joc té lloc en un resteurant subterrani propietat d'una companyia similiar a la de Freddy Fazbear's Pizza. En lloc d'un guàrdia de seguretat nocturn, el personatge del jugador és un tècnic que cada nit ha de fer diferents tasques segons li indica una veu d'intel·ligència artificial escoltada en el joc. En el sisè joc, el jugador actua com l'amo de Freddy Fazbear's Pizza, havent de decorar-la amb articles pagables, i també havent de treballar durant la nit per al seu restaurant, jugant de manera similar als lliuraments anteriors.
La sèrie ha guanyat gran popularitat des del seu llançament. Tres adaptacions a novel·les, Five Nights at Freddy's: The Silver Eyes, Five Nights at Freddy's: The Twisted Ones i Five Nights at Freddy's: The Fourth Closet van ser llançades el 17 de desembre de 2015, el 27 de juny de 2017 i el 26 de juny de 2018, respectivament. Una guia oficial per a la sèrie, Five Nights at Freddy's: The Freddy Files, va ser llançada el 29 d'agost de 2017 i un llibre d'activitats, Five Nights at Freddy's: Survival Logbook, va ser llançat el 26 de desembre de 2017. Actualment, Blumhouse Productions es troba treballant en una segona adaptació cinematogràfica de la franquícia després de haver ja acabat la primera.
Una atracció de terror basada en la sèrie va ser presentada en el Adventuredome en Halloween de 2016. A més, la sèrie va aparèixer en el llibre Guinness dels rècords trencant el rècord de la major quantitat de seqüeles llançades en un any.

## Història i desenvolupament
La idea de crear a Five Nights at Freddy's es deu a la recepció negativa cap a l'anterior joc de Scott Cawthon, Chipper & Sons Lumber Co., ja que els jugadors van comentar que el personatge principal (un castor jove) semblava "un aterridor animal animatrònic", amb el crític Jim Sterling qualificant el joc de forma involuntària com a "terrorífic". Encara que inicialment descoratjat pels comentaris, Cawthon, que anteriorment havia desenvolupat jocs principalment orientats als cristians, finalment ho va utilitzar per inspirar-se a si mateix per fer alguna cosa intencionalment més aterridora.
El primer joc de Five Nights at Freddy's va ser llançat a través de Desura el 8 d'agost de 2014. El 20 d'agost del mateix any, després d'haver estat aprovat per la plataforma Steam Greenlight, Five Nights at Freddy's també va ser llançat a través de Steam. Els cinc següents jocs van ser llançats el 10 de novembre de 2014; 2 de març de 2015; 23 de juliol de 2015; 7 d'octubre de 2016; i 4 de desembre de 2017, respectivament. Un spin-off de la sèrie, Five Nights at Freddy's World, va ser anunciat en una publicació de Steam per Cawthon al setembre de 2015, i va ser llançat el 21 de gener de 2016. Cawthon llança la majoria dels avanços dels seus jocs al seu lloc web oficial, "Scott Games", i els tràilers oficials al seu canal de YouTube.
Cawthon utilitza Clickteam Fusion 2.5 per crear els jocs de Five Nights at Freddy's i Autodesk 3ds Max per modelar i renderitzar els gràfics en 3D. Per a la millora de Five Nights at Freddy's 5: Sister Location i Five Nights at Freddy's World, Cawthon va contractar actors de veu professionals. Ell també va anunciar que tots els títols seran refets per altres companyies per al seu llançament en consoles.
En 2015, Cawthon va publicar una imatge "teaser" en el seu lloc web oficial anunciant que planejava llançar la seva primera novel·la titulada Five Nights at Freddy's: The Untold Story (que més tard seria rebatejada com Five Nights at Freddy's: The Silver Eyes) en el futur, i que s'anava a escriure per separat per no ser canònica amb els jocs. El 20 de juny de 2016, Scholastic va anunciar que col·laboraria amb Scott Cawthon en un acord multillibre. Five Nights at Freddy's: The Silver Eyes, anava a tornar a imprimir-se en edició de butxaca a l'octubre d'aquest any. Després, el seu llançament va ser reprogramat per a setembre del mateix any. Les properes dues novel·les estaven programades per ser llançades en 2017 i 2018, respectivament. Una guia oficial basada en la sèrie també va ser programada per ser llançada en 2017.

## Jugabilitat
La sèrie principal de Five Nights at Freddy's consisteix en videojocs de terror, en els quals el jugador sol assumir el rol d'un empleat nocturn en un lloc connectat canònicament amb Freddy Fazbear's Pizza, un restaurant fictici similar a Chuck I. Cheese's i ShowBiz Pizza Place. El restaurant utilitza animals animatrònics de grandària natural que actuen per a festes infantils. No obstant això, aquests animatrònics passegen per l'edifici a la nit, i el guàrdia de seguretat és instruït per vigilar-los, ja que el restaurant ha tingut incidents de guàrdies previs atacats i assassinats pels animatrònics. Per progressar a través dels jocs, el jugador ha de protegir-se dels animatrònics usant diverses eines per al seu avantatge. En la seva major part, no obstant això, el jugador ha de romandre immòbil en la seva defensa. En el primer joc, el jugador pot controlar les dues portes de seguretat que connecten la seva oficina amb els passadissos adjacents, i pot tancar-les per proporcionar una barrera contra qualsevol animatrònic en les rodalies. Cada nit, el jugador té una font d'alimentació limitada que s'esgota més ràpid quan s'utilitza una eina; si el jugador esgota la font d'alimentació, les portes s'obren permanentment, permetent que qualsevol animatrònic entri en l'oficina.
Five Nights at Freddy's 2 ofereix diferents eines per treballar. Les portes de seguretat no estan presents en l'oficina, i el jugador ha de defensar-se amb un cap buit de Freddy Fazbear, que enganya a la majoria d'animatrònics. El consum d'energia també s'elimina, sent reemplaçat per una llanterna limitada, que s'utilitza per allunyar a un animatrònic. Els llums també es poden utilitzar per il·luminar les àrees més fosques del restaurant. El joc presenta una caixa de música, que ha de mantenir-se activa per evitar l'atac d'un determinat animatrònic. Minijocs de 8 bits fan la seva aparició, amb els quals el jugador pot interactuar aleatòriament després de la seva mort.
Five Nights at Freddy's 3 reemplaça aquestes eines amb un panell de monitor, on el jugador ha d'evitar que certs sistemes funcionin malament, a fi de no obstaculitzar la capacitat del jugador per completar la nit amb èxit. Aquestes falles es poden desencadenar aleatòriament, o per al·lucinacions de fantasmes animatrònics. També s'agrega la capacitat de tancar els conductes de ventilació, i cal usar-se per evitar que l'únic animatrònic tangible ingressi a l'oficina. El jugador també pot usar una funció basada en àudio com a mitjà de defensa, activant una veu infantil per atreure a l'animatrònic fora de l'oficina del jugador. Els minijocs de 8 bits tornen i s'activen en completar certes tasques secundàries, com fer clic en un pòster o ingressar un codi en la paret. Si el jugador completa tots els minijocs, desbloqueja un final secret.
Five Nights at Freddy's 4 reintrodueix les eines eliminades, específicament les portes i la llanterna, encara que amb un ús lleugerament alterat. Les portes sol es poden tancar si el jugador està al costat d'elles i es tornaran a obrir si el jugador s'allunya. No obstant això, si el jugador tanca la porta massa aviat, els animatrònics l'atacaran quan l'obri novament. La llanterna ja no es pot esgotar, només alerta al jugador sobre la presència d'animatrònics en lloc d'allunyar-los, excloent als "Freddles" que apareixen en el llit. Si el jugador encén la llanterna mentre hi ha un animatrònic en la porta, serà assassinat. Hi ha una nova mecànica, on el jugador ha d'escoltar la respiració dels animatrònics. Això pot determinar si encendre la llanterna o tancar la porta.
Five Nights at Freddy's 5: Sister Location manté les portes una vegada més, encara que només per al final secret. La llanterna també torna, però ara perd tota funcionalitat, només queda permanentment encesa quan el jugador està a certes habitacions i roman apagada en unes altres. Un panell de control elevat és introduït en el joc, amb la capacitat d'il·luminar habitacions i/o electrocutar als animatrònics. Altres mecàniques inclouen una altra plataforma de control dins de la "sala d'interruptors", controlant la potència de tot l'edifici, i una llum intermitent, que permet al jugador veure en el fosc "Funtime Auditorium" i evitar a l'únic animatrònic d'aquesta habitació. Five Nights at Freddy's 5 també és l'únic joc en el qual el jugador pot moure's entre habitacions.
Freddy Fazbear's Pizzeria Simulator ofereix un estil de joc molt diferent, on el jugador ha de gastar diners en el joc per comprar funcions per al seu propi restaurant en un joc de simulació econòmica. Es pot jugar una sèrie de minijocs provant les atraccions utilitzades en l'establiment. Una vegada que un jugador ha completat aquesta part del joc, ha d'asseure's en una habitació i completar tasques mentre es defensa de animatrònics hostils que "va salvar" prèviament. La jugabilitat d'aquesta part comparteix molts elements amb Five Nights at Freddy's 3, com la importància de la ventilació i la capacitat de distreure als animatrònics usant un àudio.
Cada joc requereix que el jugador sobrevisqui cinc nits, i en cadascuna augmenta la dificultat. Hi ha una sisena nit desbloquejable en tots els jocs (excloent a Five Nights at Freddy's 5), amb més nits addicionals que varien entre jocs: els dos primers jocs compten amb una setena "Nit personalitzada" que li permet al jugador personalitzar el nivell d'intel·ligència artificial de cada animatrònic. Un DLC de "Nit personalitzada" també està disponible per Five Nights at Freddy's 5. El tercer joc no presenta cap setena nit, mentre que el quart joc presenta una setena i vuitena nit, cap de les quals és personalizable. El cinquè joc és, actualment, l'únic joc de Five Nights at Freddy's amb sol cinc nits, si el DLC no està inclòs.
El joc spin-off, Five Nights at Freddy's World, fa que el jugador explori un alegre món de rol lluitant per punts d'experiència. El jugador desbloqueja diferents àrees mentre continua en la seva aventura. Eventualment, després de completar certes tasques, el jugador guanya un de vuit finals diferents, tots els quals desbloquejaran un trofeu en el menú principal una vegada que es completin. El joc també va rebre una segona actualització que va presentar als animatrònics del DLC d'Halloween de Five Nights at Freddy's 4 i alguns personatges d'anteriors jocs de Scott Cawthon. L'actualització també va introduir un altre "cap" que el jugador ha de vèncer, així com minijocs per desbloquejar els nous personatges abans esmentats.

### Elements comuns

#### Càmeres de seguretat
La capacitat d'usar un sistema de càmeres de seguretat es troba en tots els jocs principals, excepte a la cambra i el sisè, i s'utilitza per observar la ubicació dels animatrònics que es troben en tot el restaurant. No obstant això, només es pot veure una càmera alhora, i algunes àrees no són visibles en les càmeres abans esmentades. La majoria de les alimentacions de les càmeres són pobres, de vegades gairebé en blanc i negre, i distorsionades amb interferències. En el tercer joc, les càmeres comencen a fallar si el sistema associat falla. Les càmeres de seguretat només són utilitzades en Five Nights at Freddy's 5: Sister Location com a mecànica en el "Final fals" i el DLC, però no en el joc principal.

#### Llums
Les llums i, per extensió, la llanterna i la llum estroboscòpica, es troben en tots els jocs principals, excloent el tercer. Si ben l'ús varia segons el joc, les llums generalment s'utilitzen per allunyar als animatrònics, o advertir al jugador de la seva presència. En el primer i segon joc, els llums són activats a través de botons en les parets i il·luminen els "punts cecs" del jugador, que són les portes d'entrada o conductes de ventilació, respectivament. En el cinquè joc, els llums funcionen de manera similar, no obstant això, ara els polsadors estan muntats en un panell de control, i no tenen un altre propòsit que la capacitat de veure als animatrònics, a causa dels diferents estils de joc. En el segon i quart joc, la llanterna funciona de la mateixa manera que el seu equivalent en la vida real, en el sentit que té una durada de bateria limitada, encara que només en el segon joc, i ha d'encendre's i apagar-se. La llum estroboscópica és introduïda en Five Nights at Freddy's 5 i s'utilitza per reunir elements ràpidament en una habitació fosca vista en la tercera i cinquena nit.

#### Jumpscares
Els "jumpscares" estan presents en tots els jocs principals de la sèrie, i ocorren quan qualsevol animatrònic aconsegueix arribar-hi i atacar al jugador. La majoria de "jumpscares" involucren a un animatrònic que apareix de sobte en la vista del jugador, seguit d'un fort so similar a un crit. Alguns "jumpscares", inclosos els de Golden Freddy (en el primer lliurament), Nightmare i Nightmare Puppet, consisteixen en una sola pantalla complementada amb un so estrident i distorsionat. Aquests "jumpscares" generalment bloquegen o reinicien el joc. El jugador pot utilitzar les eines enumerades anteriorment, evitant així que es produeixin "jumpscares".

#### Minijocs
En tots els jocs a partir del segon lliurament, el jugador tindrà accés a una sèrie de minijocs (predominantment de 8 bits), de vegades aleatòriament després de morir, com en el segon joc, i algunes vegades una vegada que el jugador hagi completat una tasca específica. Aquests minijocs solen explicar una història o un esdeveniment rellevant per a la tradició del joc, encara que en la seva majoria es presenten de forma críptica. Per exemple, s'especula que els minijocs de Five Nights at Freddy's 2 retraten els incidents homicides esmentats anteriorment en els jocs. Els minijocs de Five Nights at Freddy's 4 expliquen la història d'un nen, possiblement el personatge del jugador, que mor en un tràgic accident.

#### Trucades telefòniques
En tots els jocs principals, excepte en el quart, cinquè i sisè lliurament, el jugador rep un missatge de veu per telèfon d'un treballador anterior o propietari de la ubicació. Aquestes "trucades telefòniques" actuen com un tutorial per al jugador, i generalment passen per diverses mecàniques de joc, i descriuen la història darrere de la ubicació dels jugadors. En el primer i segon joc, la veu que s'escolta en els missatges és la mateixa, mentre que en el tercer joc, la veu té un fort accent californià. Five Nights at Freddy's 5 utilitza alguna cosa similar, una veu d'intel·ligència artificial que actua com un tutor per al jugador, encara que no és d'un telèfon. Les trucades telefòniques del primer joc es poden escoltar en Five Nights at Freddy's 4, encara que només com un "easter egg".

#### Tancament de la ubicació
En els primers tres jocs, la ubicació en la qual es troba el jugador es tanca poc després del final del joc. En el primer Five Nights at Freddy's, es diu que el restaurant tancarà per a cap d'any, a causa d'una "tragèdia que va tenir lloc allí fa molts anys". El restaurant de Five Nights at Freddy's 2 tanca a causa d'un mal funcionament dels nous animatrònics. L'atracció de Five Nights at Freddy's 3 tanca després d'haver-se incendiat inesperadament. En el cas de Five Nights at Freddy's 5, el restaurant en el qual se centra la història del joc, Circus Baby's Pizza World, havia tancat abans del joc, aparentment a causa de fugues de gas. Un possible final de Freddy Fazbear's Pizzeria Simulator implica un incendi produït en el restaurant del jugador per destruir als animatrònics, la qual cosa porta a tota l'empresa a tancar.

## Personatges

### Humans
Els personatges principals en la sèrie de Five Nights at Freddy's generalment són guàrdies de seguretat que treballen en Freddy Fazbear's Pizza o en un lloc relacionat. Cap d'ells té personalitats diferents i la major part dels jocs tenen lloc des del seu punt de vista. En el primer Five Nights at Freddy's, el nom del guàrdia de seguretat és Mike Schmidt; en Five Nights at Freddy's 2, el nom del guàrdia és Jeremy Fitzgerald durant les primeres sis nits, encara que un altre guàrdia anomenat Fritz Smith el reemplaça en la setena nit; en Five Nights at Freddy's 3 es desconeix el nom del guàrdia de seguretat; el personatge principal de Five Nights at Freddy's 4 és un nen sense nom, que experimenta malsons dels animatrònics; en Five Nights at Freddy's 5: Sister Location, el jugador és un tècnic el nom del qual va ser corregit automàticament a "Eggs Benedict". S'assumeix que el nom del tècnic és Mike, encara que no ha estat totalment confirmat.
A part de Mike Schmidt, Jeremy Fitzgerald, Fritz Smith i Michael (un personatge la veu del qual és escoltada en Five Nights at Freddy's 5), cap dels altres personatges humans de la sèrie té noms reals, o almenys confirmats. En els tres primers jocs, un home simplement identificat com el "Tipus del telèfon" deixa un enregistrament per telèfon al començament de cada nit que serveix com a consell cap al jugador per saber com tractar amb els animatrònics. El tipus del telèfon està present en les quatre primeres nits de Five Nights at Freddy's, les cinc nits de Five Nights at Freddy's 2 i les quatre primeres nits de Five Nights at Freddy's 3 (així com en la sisena nit per a la segona i tercer lliurament). Ell no està present en la quarta i cinquè lliurament, encara que el seu primer enregistrament nocturn del joc original de vegades és reproduïda en sentit invers com a ambient en Five Nights at Freddy's 4. La seva trucada a l'inici de la quarta nit en Five Nights at Freddy's implica que va ser assassinat pels animatrònics. En el tercer joc, ell és escoltat en arxius d'enregistraments descoberts pel personal de Fazbear's Fright. En el seu lloc, Five Nights at Freddy's 5 presenta una intel·ligència artificial anomenada "HandUnit", que igual que el tipus del telèfon, actua com el tutor del jugador. Les dues primeres nits del tercer joc també presenten a una veu en el telèfon que es presenta com un dels fundadors de Fazbear's Fright. El sisè joc presenta una veu masculina que és escoltada per donar-li instruccions al jugador mitjançant una sèrie d'enregistraments en un casset.
El principal antagonista de la sèrie és l'"Home morat", qui suposadament va ser un antic empleat de "Fazbear Entertainment" que va assassinar cinc nens, els esperits dels quals ara habiten en els animatrònics. En un minijoc del segon joc, ell assassina a una nena, l'esperit de la qual es creu que habita en Puppet. En el tercer joc, es revela que va tornar a Freddy Fazbear's Pizza després que va tancar per desmantellar als animatrònics, alliberant accidentalment als esperits dels nens que va assassinar, espantant-ho i forçant-ho a amagar-se dins d'un vestit de ressorts on va ser aixafat fins a la mort a causa d'una falla en els mecanismes de ressorts. Es creu que el seu cos resideix en el principal antagonista de Five Nights at Freddy's 3, Springtrap. En l'adaptació a novel·la de la sèrie, l'Home morat rep una possible identitat: William Afton, revelant que ell era el copropietari de "Fazbear Entertainment". Scott Cawthon ha declarat que encara que "el llibre no és canònic com els jocs, no significa que no aquest destinat a encaixar en les peces del trencaclosques". La majoria de jugadors de la comunitat ho accepten com el veritable nom i treball de l'Home morat. Es creu que el "Sr. Afton", esmentat en el pròleg de Five Nights at Freddy's 5, és l'Home morat, la qual cosa crea la possibilitat que sigui el creador dels animatrònics vists en el joc. Un personatge anomenat Michael va ser presentat en Five Nights at Freddy's 5, i se suposa que és el fill de l'Home morat. El personatge va ser presentat en una cinemàtica en la qual sembla estar parlant amb el seu pare.

### Animatrònics
Hi ha quatre animatrònics principals en el primer joc: Freddy Fazbear, Bonnie, Chica i Foxy. Un cinquè animatrònics, Golden Freddy, apareix ocasionalment, encara que en forma d'al·lucinació. El seu "jumpscare" és capaç de bloquejar el joc. Els cinc animatrònics tornen en diverses formes al llarg dels següents jocs, excepte en el cinquè lliurament, en la qual Chica està completament absent.
Malgrat ser una precuela, el segon joc presenta versions actualitzades dels personatges originals anomenats Toy Freddy, Toy Bonnie, Toy Chica i Mangle, juntament amb versions antigues i desgastades dels animatrònics originals. Segons el tipus del telèfon, Mangle estava destinada a ser una versió "Toy" de Foxy, però va ser desarmada tantes vegades pels nens que el personal es va cansar de tornar a armar-la i la van deixar com una atracció de "armar i desarmar". Ell també esmenta que els empleats la van sobrenomenar com a "Mangle". Dos nous animatrònics també són presentats: Balloon Boy (sovint abreujat com BB), que no té "jumpscare" però pot desactivar la llanterna del jugador i generar riures molests si entra en l'oficina, i Puppet, que ha de ser apaivagat en fer sonar constantment una caixa de música.
L'únic animatrònic veritable en el tercer joc és Springtrap, que sembla una descomposta versió daurada de Bonnie. A més, Freddy Fazbear, Chica, Foxy, Mangle, Balloon Boy i Puppet tornen com a fantasmes denominats "Phantom", i encara que els seus "jumpscares" no maten al jugador, poden desactivar certes característiques que són essencials perquè el jugador completi la nit fàcilment.
En el quart joc, apareixen terrorífiques versions en malsons dels quatre animatrònics originals: Nightmare Freddy, Nightmare Bonnie, Nightmare Chica (acompanyada de "Nightmare Cupcake") i Nightmare Foxy, aguaitant a un nen petit. Una versió "Nightmare" de Golden Freddy, identificada com Nightmare Fredbear, també és presentada i reemplaça a tots els animatrònics en la cinquena nit. Dos nous animatrònics també fan el seu debut: Nightmare, una versió negra de Nightmare Fredbear que el seu "jumpscare" fa que el joc es reiniciï, i Plushtrap, una petita versió en peluix de Springtrap. L'"edició d'Halloween" del joc també compta amb Nightmare Balloon Boy (que reemplaça a Plushtrap), Nightmare Mangle (que reemplaça a Nightmare Foxy) i Nightmare Puppet (que reemplaça a Nightmare). Nightmare Bonnie, Nightmare Chica i Nightmare Cupcake també reben una nova aparença en l'edició d'Halloween, donant-los una semblança amb carabasses.
En el cinquè joc apareixen versions "Funtime" de Freddy Fazbear i Foxy, així com múltiples nous personatges: Circus Baby, una animatrònica humanoide similar a un pallasso i l'animatrònic principal de l'establiment; Ballora, una animatrònic humanoide que s'assembla a una ballarina de ballet; Electrobab, un petit animatrònic capaç de drenar l'energia en la "Nit personalitzada" del joc; Yenndo, un endoesqueleto d'os que rares vegades apareix en el joc; Lolbit, un animatrònic similar a Funtime Foxy però d'un color alternatiu; i Ennard, un animatrònic híbrid fet de parts d'altres animatrònics. Tres d'aquests animatrònics són acompanyats per animatrònics més petits: Funtime Freddy és acompanyat per BonBon, una petita versió blava de Bonnie; Ballora és acompanyada per les Minireenes, petites ballarines de ballet animatròniques; i Circus Baby, que és acompanyada per múltiples animatrònics amb forma de bebè anomenats Bidybabs.
El sisè joc reintrodueix diversos animatrònics dels jocs anteriors que han sofert extensos danys i deterioracions. El jugador descobreix un animatrònic al final de cadascuna de les primeres quatre nits i ha de decidir si desitja rescatar-ho o abandonar-ho. Aquests quatre animatrònics són Springtrap, Molten Freddy (una versió totalment destrossada d'Ennard), Scrap Baby (una versió totalment destrossada de Circus Baby) i Lefty (un animatronic com Freddy que a atrapat a pupet). Qualsevol animatrònic que el jugador intenti salvar, o que hagi estat amagat dins d'altres articles comprats pel jugador, es converteix en una amenaça durant totes les nits posteriors.
En el spin-off, Five Nights at Freddy's World, hi ha fins a trenta personatges que el jugador pot desbloquejar, composts pels animatrònics dels primers quatre jocs, així com a Coffee de The Desolate Hope, Chipper de Chipper & Sons Lumber Co., Funtime Foxy de Five Nights at Freddy's 5: Sister Location i el propi Scott Cawthon, sota l'aparença de la icona de There Is No Pause Button!. Lolbit (animatrònic de la "Nit personalitzada" de Five Nights at Freddy's 5) també fa la seva aparició debut, però és un personatge no jugable. D'alguna manera, els enemics en Five Nights at Freddy's World s'assemblen als animatrònics originals; per exemple, "Ballboy" té una certa semblança a Balloon Boy, i "White Rabbit" a Toy Bonnie, o estan dissenyats i nomenats perquè coincideixin amb la seva ubicació original, per exemple, "Chop 'N Roll" apareix en una zona plena de fusta en el bosc, i "Chillax" apareix en camps nevats.

## Jocs

### Sèrie principal

#### Five Nights at Freddy's(2014)
Després que l'anterior joc de Scott Cawthon, Chipper & Sons Lumber Co., rebés mal acolliment per la inquietant aparença dels personatges, suposadament, aptes per a nens, Cawthon va decidir usar aquestes idees per crear un joc intencionalmente aterridor, Five Nights at Freddy's.
El joc involucra a un personatge, el nom del qual més tard es revela com Mike Schmidt, qui comença a treballar com a guàrdia de seguretat nocturn en el restaurant familiar de Freddy Fazbear's Pizza, on els animals animatrònics cobren vida a la nit i mataran a qualsevol que vegin ficant-ho en un vestit animatrònic de recanvi. Aparentment, això es deu a la seva mala interpretació del jugador com un endoesquelet de metall sense disfressa. El moviment dels animatrònics se li explica al jugador com una manera de "rutina lliure" programada a propòsit, per evitar que els seus servomotors es bloquegin. El jugador ha de sobreviure des de la mitjanit fins a les sis de la matinada.
El jugador no pot sortir de la seva oficina de seguretat i ha d'usar un sistema de càmeres de seguretat i dues portes amb llums per defensar-se dels animatrònics. L'hostilitat dels ninots animats sembla el resultat de ser posseïts per ànimes venjatives de cinc nens que van ser assassinats en el restaurant. El jugador és guiat per una veu masculina desconeguda, millor coneguda com el "Tipus del telèfon", qui l'ajuda en la seva defensa. Després de la setena nit, Mike és acomiadat del seu treball per tres raons: manipulació dels animatrònics, falta de professionalisme general i fer pudor.
Five Nights at Freddy's va ser llançat per primera vegada per Microsoft Windows el 8 d'agost de 2014, seguit de ports per Android i iOS el 27 d'agost i l'11 de setembre del mateix any, respectivament. Una versió per Windows Phone també va ser llançada, però va ser eliminada poc després a causa dels reduïts gràfics a escala del port.

#### Five Nights at Freddy's 2(2014)
Poc després del llançament del primer joc, Scott Cawthon va començar a confirmar els rumors d'una seqüela. Només un mes després del llançament del joc original, Cawthon va publicar una imatge "teaser" de la seqüela en el seu lloc web, i va continuar publicant "teasers" fins al llançament del joc. Un tràiler oficial va ser llançat el 21 d'octubre de 2014, presentant diversos animatrònics nous i l'absència de portes. Five Nights at Freddy's 2 va ser llançat per primera vegada per Microsoft Windows el 10 de novembre de 2014, abans del seu llançament previst pel 25 de desembre de 2014. Els ports per Android i iOS van ser llançats el 13 i el 20 de novembre del mateix any. Un port per Windows Phone també va ser llançat, però va ser eliminat per les mateixes raons que el port del primer joc.

#### Five Nights at Freddy's 3(2015)
El gener de 2015, una nova imatge va ser pujada al lloc web de Scott Cawthon, anunciant una tercera entrega a la sèrie. Diverses imatges "teaser" van ser revelades, abans que es llançara un tràiler oficial el 26 de gener de 2015. El 15 de febrer del mateix any, Cawthon va fer una publicació a Steam indicant que Five Nights al Fredy’s 3 havia estat cancel·lat després que un hacker suposadament filtrà el joc. Més tard, es va descobrir que només era una broma, ja que el "download" de connexió va conduir a una versió divertida de l'anterior joc de Cawthon «No hi ha cap botó de pausa!» El 3 de març de 2015, Five Nights at Freddy's 3 va ser llançat amb legitimitat per a Microsoft Windows, amb els ports d'Android i OS llançats el 7 i 12 de març de 2015, respectivament.
Situada trenta anys després dels esdeveniments del primer joc, el personatge principal (el seu nom es desconeix) treballa a Fazbear's Fright, una atracció de terror basada en la ja desapareguda Freddy Fazbear's Pizza. El jugador ha de defensar-se d'un deteriorat animatrònic conegut com a "Springtrap", que va ser l'únic animatrònic que els treballadors de l'atracció van poder descobrir. Les al·lucinacions cremades i destrossades dels animats dels dos lliuraments anteriors també apareixen, però no poden matar el jugador directament, i en el seu lloc obstaculitzen la ventilació, el so i el sistema de càmeres de seguretat, que també poden fallar per altres mitjans. La falta de manteniment d'aquests sistemes pot crear molts problemes per al jugador, incloent-hi fallades a les càmeres i la impossibilitat de reproduir àudios per atraure l'animatrònic. El jugador rep orientacions d'un empleat de l'atracció durant les primeres dues nits, però també escolta les antigues gravacions d'àudio descobertes pel personal de l'atracció, relacionades amb la història d'antecedents d'ubicacions anteriors.
El joc té dos finals: un final bo i un final dolent. El final bo només es pot aconseguir completant minijocs secrets, en els quals diversos animatrònics li porten un pastís al que sembla l'ànima d'un nen afligit. Es creu que aquest final implica que les ànimes dels nens assassinats han estat alliberades, encara que altres significats connotats es proposen entre usuaris.